# Вижас (деревня)
Ви́жас — деревня в Заполярном районе Ненецкого автономного округа России. Входит в состав Омского сельсовета. Деревня находится в пограничной зоне.

## История
Н. Я. Озерцовский сообщает, что в 1722 году здесь было «шесть дворов, отстоящих один от другого довольно далеко».
Один из этих дворов принадлежал богатому крестьянину Командрую (Командиру), прозванному так «по маленькой власти, которую он имел в своём малолюдном округе». Фамилия этого хозяина нам неизвестна. На месте этого поселения впоследствии возник выселок, а позднее деревня Вижас, которая первоначально называлась Командруево.

## Население
| 2002 | 2010 |
| ---- | ---- |
| 112  | ↘75  |

## Транспорт
Регулярные авиарейсы Нарьян-Мар — Вижас — Ома один раз в неделю, на самолёте Ан-2 или на вертолёте Ми-8.
В летний период авиарейсы Архангельск — Ома один раз в неделю, на самолёте Ан-2